# Osborne-Riff

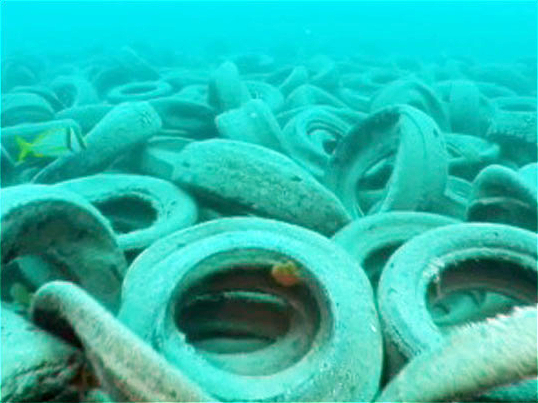
Reifen im Osborne-Riff (2007)

Das Osborne-Riff ist ein künstliches Riff vor der Küste von Fort Lauderdale in Florida (USA). Es liegt etwa 2 km vor der Küste in zwanzig Metern Tiefe und umfasst eine Fläche von 26,3 Hektar. Das Riff besteht überwiegend aus Dolossen, hat allerdings hauptsächlich deshalb Berühmtheit erlangt, weil es in den 1970er Jahren mit zwei Millionen alten Autoreifen erweitert wurde.
Was enthusiastisch als ideale, ästhetische Entsorgungsmöglichkeit von Altreifen-Müllhalden begann, endete als Fiasko. Es siedelten sich praktisch keine Meerestiere an, und die Stahlreifen, mit denen ein Teil der Reifen gebündelt wurde, korrodierten. Hurrikane schwemmten losgerissene Reifen bis an die Strände North Carolinas hinauf, wodurch natürliche Korallenriffe zerstört wurden und werden. Zudem besteht die Sorge, dass sich Giftstoffe aus den Reifen im Meerwasser lösen und die Flora und Fauna schädigen.
Nach mehreren Fehlstarts begannen die Aufräumarbeiten im Jahr 2007, als das US-Militär das Projekt übernahm. Diese Säuberungsübung bot dem Militär ein realistisches Trainingsumfeld für sein Tauch- und Bergungspersonal, verbunden mit dem Vorteil, der Küste Floridas zu helfen, ohne dass dem Staat erhebliche Kosten entstanden. Im Jahr 2015 übernahm ein ziviles Unternehmen das Projekt und entfernte bis November 2019 schließlich ein Drittel der Reifen.